# Wendy Brown
Wendy Brown, född 28 november 1955, är en amerikansk professor i statsvetenskap vid University of California i Berkeley i USA. Brown disputerade 1983 vid Princeton University med en avhandling som gavs ut 1988 med titeln Manhood and politics: A feminist reading in political theory.

## Biografi
Brown avlade sin fil.kand. i ekonomi och statsvetenskap vid University of Californa, Santa Cruz. Hon tog senare master- och doktorexamina i politisk filosofi vid Princeton University. Hon verkade som föreläsare vid Williams College och UC Santa Cruz fram till att hon 1999 antogs till en tjänst vid UC Berkeley.
Vid Berkeley har hon i första hand föreläst i politisk och kritisk teori. Hon är även eller har varit fakultetsmedlem vid avdelningen för retorik, den för rättsvetenskap och socialpolitik, men även delaktig i projekt med satsningar för kvinnor, genus och sexualitet samt tidigmoderna studier.

## Tänkande och idéer
I sitt författarskap använder Wendy Brown en mängd teoretiska influenser. Dessa kommer främst från Marx och Foucault, men även från Weber, Nietzsche, Marcuse, kulturvetenskap, feministisk, queer- och postkolonial teori. 
Wendy Brown försöker i sitt författarskap analysera förutsättningarna för politisk förändring. Hon ser samtidigt tydligt hur detta motstånd ofta har begränsad förändringspotential och lätt producerar och upprätthåller ras-, etnicitets-, köns- och sexualitetsmaktsordningarna. I sin bok States of Injury kritiserar hon hur försöken (av Catharine MacKinnon och andra) att förbjuda hatpropaganda och pornografi permanentar ett offerskap och hjälplöshet som är beroende av statens skydd.

## Privatliv
Brown bodde 2016 tillsammans med sin partner, den feministiska tänkaren Judith Butler, och deras son.